# Margarethe Krupp
Margarethe Krupp (15 de marzo de 1854 - 24 de febrero de 1931) (de soltera, Freiin von Ende), era una noble alemana, esposa del empresario Friedrich Alfred Krupp, único heredero y propietario de Krupp, una de las empresas más importantes de Alemania durante los siglos XIX y XX.

## Familia
Margarethe era hija de August Freiherr von Ende (prusiano, presidente del distrito de Düsseldorf) y de su esposa Eleonore, de soltera condesa von Königsdorff (1831-1907). En 1882 se casó con el empresario Friedrich Alfred Krupp (1854-1902), a quien había conocido diez años antes durante una visita a Essen. Su hija Bertha nació en 1886, y en 1887 nació su hermana Barbara, que se casaría con Tilo von Wilmowsky en 1907.

## Actividad social

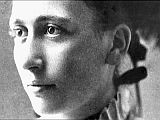
Margarethe Krupp de joven

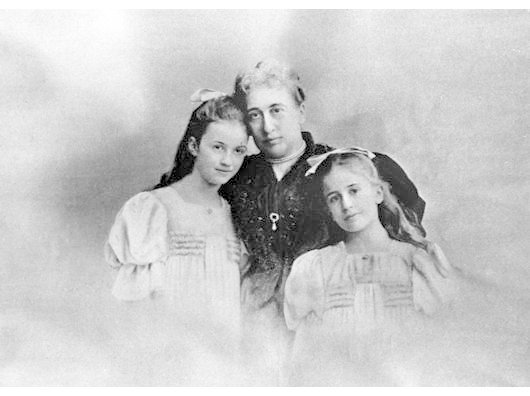
Margarethe Krupp con sus hijas Barbara y Bertha

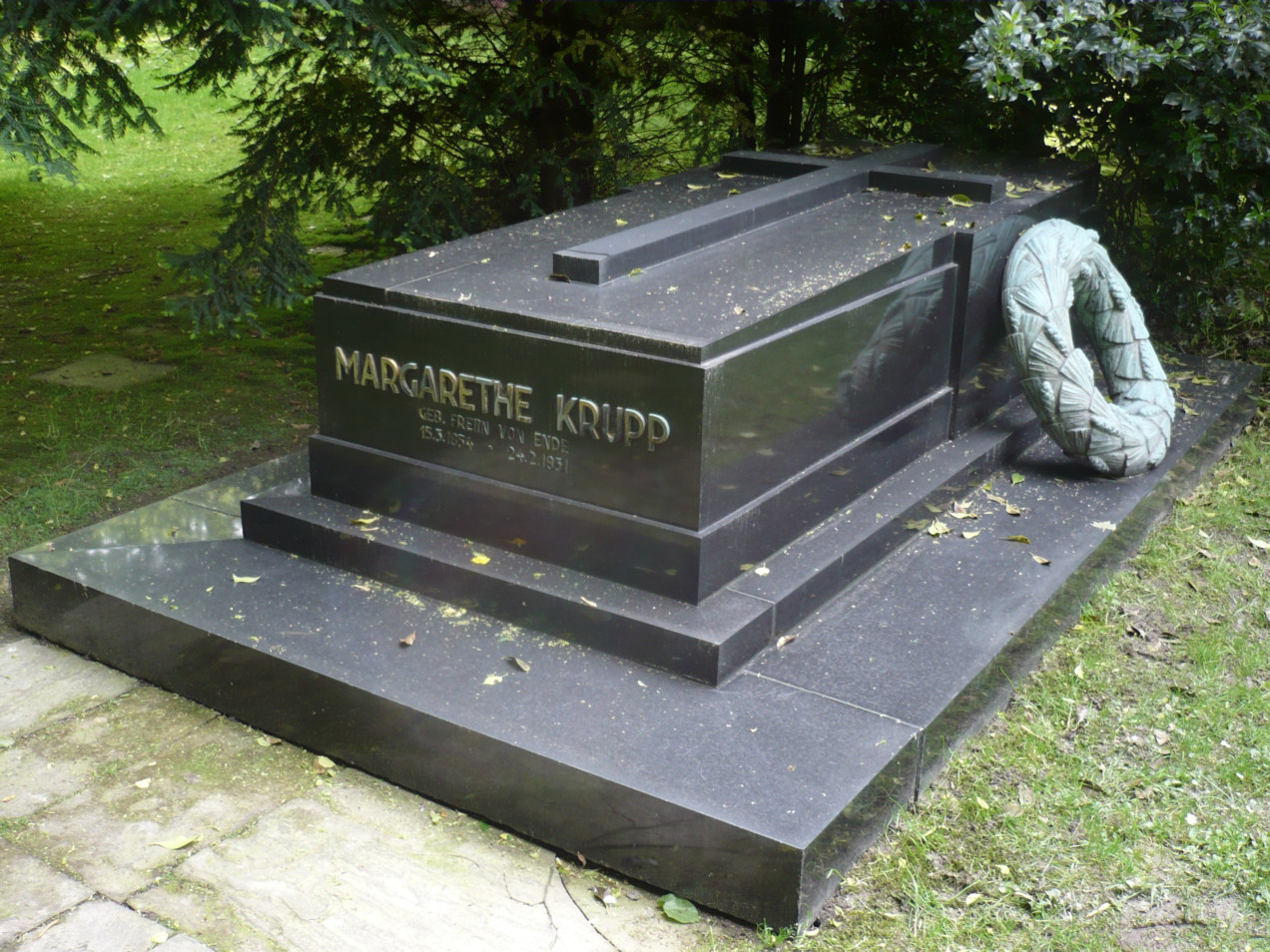
Sepultura en el cementerio de Bredeney

Margarethe Krupp asistió a escuela secundaria durante dos años. Tras estudiar en una escuela de formación de profesores, fue educadora en Inglaterra y en la corte de Anhalt en Dessau. 
En 1902 se vio afectada por las escandalosas circunstancias que rodearon a la muerte de su marido, acusado por la prensa de mantener relaciones homosexuales con menores en la isla de Capri, siendo internada durante un tiempo en una institución psiquiátrica. Tras la muerte de su esposo, debido a que su hija y heredera única Bertha era menor de edad, junto con el consejo de administración continuó dirigiendo durante cuatro años la empresa en fideicomiso, que se reorganizó como una sociedad anónima, la Friedrich Krupp AG. La mayoría de las acciones permanecieron en posesión de su hija mayor, Bertha.
Involucrada en los campos del arte y del bienestar social, con motivo de la boda de su hija Bertha el 15 de octubre de 1906, decidió crear la Fundación Margarethe Krupp para el Bienestar de la Vivienda. Para ello, un año antes había solicitado información sobre la Fundación Meyer de Leipzig, de acuerdo con una carta que se conserva en los archivos de la ciudad. Donó a la fundación 50 hectáreas de terreno y un capital de un millón de marcos para la construcción de edificios residenciales. Bajo la presidencia del alcalde de Essen, la dirección de la fundación estaba formada por un número igual de miembros del ayuntamiento y de la administración del grupo Krupp. El asentamiento se convertiría en Margarethenhöhe, un distrito independiente de la ciudad de Essen, que con 3100 apartamentos y 60 locales comerciales sigue siendo la fundación de vivienda más grande de Alemania. Con este fin, encargó en 1908 el proyecto de urbanización al arquitecto y reformador Georg Metzendorf (1874-1934). En 1907 donó otras 50 hectáreas de terreno alrededor del asentamiento para dotar a la ciudad de un parque forestal. También creó una fundación para proporcionar asistencia sanitaria a los empleados de la compañía.
Desde 1905 se dedicó a recopilar documentos relacionados con la tradición de la familia Krupp, y su colección se convertiría en el núcleo del Archivo Histórico de la Compañía Krupp.
Margarethe Krupp murió a la edad de 76 años en la Casa Pequeña de la Villa Hügel, siendo enterrada en el cementerio de Kettwiger Tor, situado al sur de la estación de tren de Essen. Unas obras municipales obligaron a reubicar el cementerio en 1955. Desde entonces, la sepultura se localiza en el cementerio de Bredeney de Essen.

## Retratos
Margarethe y Friedrich Alfred Krupp fueron retratados por Felix von Ende por recomendación del hermano de Margarethe, Bruno Piglhein, quien también era pintor. Los dos óleos se encuentran ahora en la Villa Hügel en Essen, la antigua residencia de la familia Krupp. Hermann Kätelhön también retrató a Margarethe Krupp.

## Reconocimientos
- El 8 de agosto de 1912, con motivo del centenario de la planta, Margarethe Krupp se convirtió en la primera ciudadana honoraria de la ciudad de Essen.
- La producción televisiva de tres partes de 2009, Krupp – Eine deutsche Familie, en la que Margarethe Krupp está encarnada por Barbara Auer, muestra las etapas de su vida.
- Margarethensiedlung, un paraje histórico protegido dedicado a las acerías y minas de Rheinhausen-Hochemmerich, lleva el nombre de Margarethe Krupp.